# Pallavolo Sirio Perugia
O Pallavolo Sirio Perugia, foi uma equipe italiana de voleibol masculino da comuna de Perúgia, província de homônima, região da Úmbria.

## Histórico

### Fundação e primeiras competições
O Pallavolo Sirio Perugia foi fundado em 1970 a pedido do Padre Aldo Falini, frade capuchinho e pároco da via Canali, no oratório do Oásis de Sant'Antonio, então ponto de encontro da cidade para o esporte juvenil. O nome do clube deriva da estrela homônima, a mais brilhante observável no céu noturno 
Após as primeiras participações em campeonatos locais, no início dos anos 80 com a promoção à Série B2. No início do período esportivo 1986-87, teve Carlo Iacone  como presidente, conquistando muitos patrocinadores, proporcionando a montar um time que terminou a temporada na primeira colocação, obtendo a promoção para a Série A2. Na jornada 1987-88 estreou no vôlei profissional, liderando um campeonato de alto escalão,  porém, foi na temporada seguinte, graças ao primeiro lugar no final do campeonato, a equipa consegue a promoção à Série A1..

### Primeiros resultados na elite nacional
A temporada 1989-90 foi, portanto, a primeira no campeonato italiano e as primeiras conquistas começam na temporada seguinte, com o título da Copa da Itália, o primeiro lugar fase regular do campeonato italiano e vice-campeão no playoff final, repetindo os feitos nas competições de 1991-92, com no entanto, a vitória na Copa de Itália foi primeiro triunfo do clube, o credenciando a Copa CEV, avançando a final e terminando com o vice-campeonato. Com dois anos abaixo do esperado, obteve o terceiro lugar na Copa CEV 1992-93; na jornada de 1994-95, após última colocação foi rebaixada à Série A2 .
Alguns recordes foram estabelecidos, por exemplo, a vitória na temporada 1981-82 o Patriarca Messina por um triplo de parciais de 15 a zero, além de outro o ocorrido em 8 de dezembro de 1987 (desde 15 de março de 1985), quando atingiu a marca de 72 vitórias consecutivas.Anos depois as categorias de base formando grandes talentos para seleção italiana. Os êxitos não era restrito ao âmbito nacional, também continental e internacionais, após quatro temporadas com o vice-campeonato consecutivos (de 1983 a 1987), sagrou-se  bicampeão da Liga dos Campeões da Europa  nas temporadas 1987-88 e 1991-92,  e obteve o título no Campeonato do Mundo de Clubes 1992.O regresso a elite nacional foi de imediato, através dos play-offs de promoção, foi promovido a Serie A1 1996-97, apos dois anos na elite, conquistou o título da Copa Itália de 1998-99,classificando-se novamente para a Copa CEV, que conquistou o título na edição de 1999-00..
A trajetória vitoria começou na temporada 2002-03, quando obteve o tricampeonato da Copa da Itália,  o título da Liga A1 Italiana e alcançou a promoção pela primeira vez para a Liga dos Campeões de 2003-04, terminando com o vice-campeonato. Na temporada 2004-05 vem a conquista da quarta Copa da Itália, da Copa CEV e bicampeonato da Liga Italiana, já no ano seguinte , conquista seu primeiro título da Liga dos Campeõese também da Taça da Liga.Em 2006-07dá um novo trio de vitórias, Copa da Itália , na Taça CEV e na Liga A1 Italiana e depois foi campeão da Supercopa Italiana e o bicampeonato na Liga dos Campeões, contra Asystel de Novara..

### Declínio
O declínio do clube começou na temporada 2008-09, obtendo o bronze na Liga dos Campeões 2008-09, dois anos difíceis seguintes, como a eliminação nas quartas de final da Liga A1. Ao final do campeonato de 2010-11, o presidente decidiu encerrar todas as atividades competitivas e em vez disso iniciar um projeto com times juvenis, fundando um novo time denominado Sirio Perugia Volley. O legado do Sirio Perugia foi recolhido em 2014 pelo Pallavolo Perugia , uma parceria nascida da união do próprio Sirio com outras duas realidades equipes do voleibol, o APD Monteluce do distrito homônimo e o voleibol San Sisto da fração homônima.

## Títulos

### Campeonatos internacionais
Mundial de Clubes
 Liga dos Campeões
- Campeão: 2005-06, 2007-08
- Vice-campeão: 2003-04
- Terceiro lugar:2008-09

 Taça CEV
- Campeão: 1999-00

 Taça Challenge
- Campeão: 2004-05, 2006-07

### Campeonatos nacionais
Campeonato Italiano
- Campeão:2002-03, 2004-05, 2006-07

 Copa Itália
- Campeão: 1991-92, 1998-99, 2002-03, 2004-05, 2006-07,